# Pravidla létání
Pravidla létání jsou předmětem leteckého předpisu L2, který vychází z annexu 2 statutu ICAO, odborné vládní organizace OSN pro civilní letectví.

## ICAO předpisy se týkají především
- Civilní letecké dopravy, tj. hlavně pravidelných leteckých linek provozovaných leteckými společnostmi, týkají se však také
- Všeobecného letectví, což je sportovní a soukromé létání mimo hromadné pravidelné letecké přepravy osob a zboží, a
- týkají se také nepřímo i letadel státních,
  - protože jednak zák.č.49/1997 Sb. ve svém paragrafu 50 (1) stanoví: „Pro létání ve stejné části vzdušného prostoru jsou jednotná pravidla létání pro vojenská, policejní a celní letadla a civilní létání.“ (poznámka: Letecký zákon č.147/1947 Sb. pro vojenská, policejní a celní letadla zavedl pojem státní letadla), co se týká společného létání civilních a státních letadel nad vzdušným prostorem ČR,
  - jednak také nad vzdušnými prostory jiných států létají letadla obou kategorií a dispečeři jak civilní tak vojenští řídí a koordinují společný letecký provoz podle ustanovení Chicagské dohody: „Smluvní státy se zavazují, že vydávajíce předpisy pro svá státní letadla, budou náležitě dbáti bezpečnosti létání civilních letadel.“

## Aplikace pravidel létání
Pravidla létání se aplikují na letadla smluvních států, ať se nalézají kdekoli, pokud to není v rozporu s pravidly daných zákony státu, v jehož vzdušném prostoru (tj. nad jeho teritoriem) se let uskutečňuje (tedy např. nad nesmluvním státem, který nepřistoupil k dohodě ICAO).
Pravidla létání jsou buď VFR (podle vidu), nebo IFR (podle přístrojů).
Odpovědnost velitele letadla spočívá hlavně v dodržování pravidel létání. Od těchto pravidel se smí odchýlit pouze za podmínek absolutně nezbytných v zájmu zachování bezpečnosti letu, letadla a cestujících. Proto má velitel letadla (kapitán, pilot-in-command, PIC) právo s konečnou platností rozhodnout o způsobu provedení letu.

## Všeobecná pravidla
- Zákaz jednat nedbale a neopatrně s letadlem (na zemi i za letu), aby nebyl ohrožen život a majetek druhých
- Povinnost dodržovat předepsané minimální výšky a letové hladiny

### Vyhýbání se srážkám za letu
- Neletět v takové blízkosti jiného letadla, která by vytvářela nebezpečí srážky
- Letadlo přilétávající k jinému letadlu zezadu nebo z boku má povinnost dát přednost a vyhnout se nadlétnutím, podlétnutím, nebo předlétnutím
- Čelné přiblížení letadel ve stejné výšce: obě letadla se musí vyhnout změnou kursu doprava
- Letadla na sbíhajících se tratích ve stejné výšce: přednost má letadlo přilétávající zprava, udržuje směr a kurs, zatímco letadlo přilétávající zleva musí dát přednost nadlétnutím, nebo podlétnutím
  - Výjimky při přiblížení: obratnější a motorovější letadlo dává přednost méně obratnějšímu letadlu, nebo létajícímu sportovnímu zařízení
    - Motorové letadlo těžší vzduchu dá přednost vzducholodím, kluzákům, balónům
    - Vzducholodě dají přednost kluzákům a balónům
    - Kluzáky dají přednost balónům
    - Motorová letadla dají přednost letadlům, které mají ve vleku jiná letadla nebo předměty
- Předlétávání: předlétávající letadlo, které se přibližuje ke druhému letadlu po trati, svírající úhel menší než 70° ke trati letadla předlétávaného, bez ohledu na to, zda zprava, zleva, ve stoupání, klesání, anebo ve vodorovném letu, musí dát přednost a vyhnout se tím, že změní kurs doprava.
- Přistání: letadlo v poslední fázi na přistání (final approach) má přednost před letadlem, které se pohybuje na zemi (nebo po vodě v případě vodních letišť pro hydroplány) a připravuje se na vstup na dráhu a na vzlet; také při současném přiblížení na přistání více letadel, má přednost na přistání letadlo v nižší hladině;
  - Výjimka: motorové letadlo těžší vzduchu musí dát přednost kluzákům
  - Nouzová situace: letadlo v nouzi (vysadil motor, hoří, nelze vysunout podvozek atd.) má absolutní přednost před všemi letadly, ať už se rozhodne nouzově přistát na dráhu, anebo na nouzový přistávací pruh do terénu podél hlavní dráhy
- V noci jsou letadla povinna rozsvítit polohová a protisrážková světla

### Vyhýbání se srážkám na zemi
- Pojíždějí-li dva letouny na dráze (VPD, nebo pojížděcí dráze, nebo na odbavovací ploše) proti sobě (vrtulníku se to týká také, protože když vrtulník „pojíždí“, tak ve skutečnosti letí asi 1 metr nad zemí s využitím přízemního efektu rotorového proudu), tak oba letouny zastaví, nebo se vyhnou vybočením doprava a mezi letouny musí být zachována bezpečná vzdálenost.
- Pojíždějí-li letouny na sbíhajících se drahách, pak přednost má letoun přijíždějící zprava
- Předjíždějící letadlo musí udržovat bezpečnou vzdálenost od letadla předjížděného, které udržuje stálý směr a rychlost a má přednost
- Při pojíždějí po pohybové ploše letiště (= provozní plocha + odbavovací plocha) musí letadla dbát jak pozemních návěstidel, tak i pokynů letištní řídící věže (eventuálně služby „Ground Control“, kde je zřízena)
  - Pozn.: Provozní plochou se rozumí vzletová a přistávací dráha (VPD, RWY) + pojížděcí dráhy (TWY)

### Letové plány
Jedná se o písemný dokument, který musí velitel letadla předložit na ohlašovně pracoviště letových provozních služeb před odletem, nebo za letu musí být vyslán příslušnému stanovišti letových provozních služeb nebo řídící radiové stanici letadlo-země, a to nejméně 60 minut před vzletem letadla. Budova, kde se tato služba na letišti nalézá je viditelně označena vertikální žlutou tabulí s černým písmenem C (Control).
- Letové plány (PLN nebo FPL) se podávají:
  - Na kterýkoli let, kdy se alespoň na části letové trati poskytuje služba řízení letového provozu (tedy i VFR)
  - Na kterýkoli let IFR v poradním vzdušném prostoru
  - Na kterýkoli let v určeném prostoru (lety pracovní, výcvikové, soutěžní, apod.); upřesňuje ÚCL
  - Na kterýkoli let mezinárodní (tj. přes mezinárodní hranice)

- Letový plán podaný za letu (AFIL):
  - Letový plán (např. let za podmínek VFR velitel letadla rozhodne dokončit podle podmínek za IFR), nebo jeho změnu musí velitel letadla oznámit rádiem příslušnému řídícímu letového provozu (ATC), se kterým je aktuálně ve spojení, a to nejpozději 10 minuty před dosažením:
    - Bodu vstupu do řízené oblasti, nebo poradního vzdušného prostoru
    - Bodu křížení trati letu s letovou cestou, nebo poradní tratí
- Letový plán podávaný za letu velitel letadla diktuje zpaměti podle standardního označení polí, stejně jako by postupoval při jeho písemném vyplňování

- Letové plány se nepodávají:
  - Když se jedná o pravidelné letecké linky leteckých společností podle stálých letových plánů RPL (odvozenou informací pro cestující je v tomto případě letový řád dané letecké společnosti)
  - Když letadlo v kategorii všeobecného letectví letí ve výšce menší než 300 metrů nad zemí (AGL) ve vzdušném prostoru třídy G za podmínek letu VFR (za vidu)

- Obsah podaného letového plánu (FPL): (podle standardního označení polí dle ICAO k vyplnění)
  - Pole 7: identifikace letadla
  - Pole 8: pravidla a druh letu
  - Pole 9: počet a typ letadel, kategorie turbulence v úplavu
  - Pole 10: vybavení
  - Pole 13: letiště odletu a čas
  - Pole 15: trať
  - Pole 16: letiště určení DEST, celková vypočítaná doba letu, náhradní letiště ALTN
  - Pole 18: jiné informace (např. RIF/ znovupovolení za letu při změněn trati za letu, nebo OPR/ název provozovatele, není-li zřejmý z identifikace letadla, nebo STS/ požadavek zvláštního zacházení ze strany ATS, pokud např. jeden motor nepracuje, nebo jde o sanitní letadlo, atd.)
  - Pole 19: doplňující informace – vytrvalost letu, počet osob na palubě, nouzové a záchranné vybavení (rádia, vesty, čluny, barva letadla), jméno pilota, FPL podán kým
    - Pozn.: ostatní pole vyplňuje ATS při odesílání na příslušná koordinovaná stanoviště ATC a na EUROCONTROL

- Ukončení letového plánu:
  - Na řízeném letišti končí platnost letového plánu automaticky po přistání na letišti určení
  - Pokud letadlo ukončí let na neřízeném letišti, musí velitel letadla (PIC) co nejdříve po přistání oznámit (osobně telefonicky, radiotelefonicky, nebo datovým spojem) nejbližšímu stanovišti ATC, že přestává být předmětem poskytování služby řízení letového provozu; pokud tuto povinnost PIC nesplní do 30 minut po plánovaném čase přistání, stává se předmětem služby pátrání a záchrany Search and Rescue (SAR) v civilním letectví. Případně je možné ukončit FPL ještě před přistáním na takovémto letišti.

- Hlášení o ukončení letu musí obsahovat:
  - Identifikaci letadla
  - Letiště odletu
  - Letiště určení (pouze při přistání na náhradním letišti)
  - Letiště příletu
  - Čas přistání

- Podávání, změny a ukončení PLN podle dohody ADS a datových spojů:
  - ATS musí být neprodleně informováno datovým spojem o odchylkách letu dohodnutých v ADS kontraktu

- Odchylky od letového plánu:
  - PIC musí hlásit ATC dosažení těchto neúmyslných odchylek a co nejdříve je opravit:
    - Odchylky od trati změnou kurzu
    - Odchylky v rychlosti TAS ±5 %
    - Odchylky předpokládaných časech přeletu ETO hlásných bodů na trati WPT ±3 minuty
    - Pokud je k dispozici datový spoj, také datovým spojem

### Čas
V mezinárodním civilním letectví se používá světový koordinovaný čas UTC, vyjadřovaný v hodinách a minutách 24hodinového dne, který začíná o půlnoci.

### Hlášení poloh
PIC je povinen hlásit čas a hladinu přeletu každého povinného hlásného bodu stanovišti ATS
- Příklad hlášení letadla ČSA nad povinným hlásným bodem XY, v čase 13:20 hodin a letové hladině 12500 feet:
  - OK-ABC poloha XY čas 1320 letová hladina 125
  - “Oscar Kilo Alfa Bravo Charlie position X-ray Yankee time one three two zero flight level one two five.“

### Rádiové spojení
Každé letadlo provádějící řízený let je povinno udržovat nepřetržité spojení na příslušném kanálu s příslušným ATC.
Poznámka: Tomuto požadavku vyhovují zařízení SELCAL (selektivní volání), CPDLC (datové spoje) a jiná automatická signalizační zařízení.

### Protiprávní čin
PIC musí uvědomit ATC (pokud je to možné) o této skutečnosti a hlásit všechny odchylky od PLN a zapnout na odpovídači sekundárního radaru (SSR) SQUAWK: mód A, kód 7500. Pokud je to možné, použije v radiokorespondenci hesla HIJACK (únos).

### Zakročování proti civilním letadlům
Jedná se o zákrok vojenských letadel proti civilním letadlům, když civilní letadlo naruší neplánovaně státní hranice, zakázané prostory (většinou vojenské zóny), nebo omezené prostory, vyznačené na všech mapách ICAO jako prostory Prohibited nebo Restricted.
Obě strany, jak zakročující, tak proti které se zakročuje, musí dbát na bezpečí dokončení civilního letadla a musí v komunikaci (vizuální i rádiové) dodržovat mezinárodní standardy.

### Meteorologická minima VMC
Pro lety VFR (za vidu) se stanovují tato meteorologická minima VMC:
- Vzdálenost od oblaků:
  - Ve vzdušných prostorech třídy B, C, D, E a F (nad 900 m AMSL, nebo 300 m AGL, co je vyšší):
    - Vzdálenost od oblaků: 1500 m horizontálně, 300 m vertikálně
    - Letová dohlednost: 8 km nad 3050 m (10 000 ft) AMSL, 5 km pod 3050 m (10 000 ft) AMSL

  - Ve vzdušných prostorech třídy F (nad 900 m AMSL, nebo 300 m AGL, co je vyšší) a G (v a pod 900 m (3000 ft) AMSL, nebo 300 m (1000 ft) AGL, co je vyšší):
    - Vzdálenost od oblaků: vně oblaků za stálé viditelnosti země
    - Letová dohlednost: 5 km

## Pravidla pro let za viditelnosti, VFR
VFR lety jsou takové, které jsou prováděny za meteorologických podmínek lepších, než jsou meteorologická minima VMC (větší vzdálenosti od oblaků a vyšší letové dohlednosti).
Lety VFR se provádí ve dne, nebo v noci, podle těchto podmínek:
- den je čas mezi začátkem občanského svítání a koncem občanského soumraku
- noc je čas mezi koncem občanského soumraku a začátkem občanského svítání.[1]

Dle předpisu L-2: Občanský soumrak končí večer, když se střed slunečního disku nachází 6° pod horizontem, a občanské svítání začíná ráno, když je střed slunečního disku 6° pod horizontem.

### Zvláštní let VFR
Zvláštní let VFR může ATC povolit pouze v řízeném okrsku, vně oblaků za stálé viditelnosti země při minimální přízemní i letové dohlednosti 1500 metrů (při 800 metrech pro vrtulníky). Tento zvláštní let VFR se povoluje ve výjimečných případech, bez ohledu na meteorologická minima VMC za podmínek:
- Spodní základna význačné oblačnosti je nižší než 450 metrů
- Přízemní dohlednost je nižší než 5 kilometrů

### Lety VFR se nesmí provádět
- Nad letovou hladinu FL 195 (19 500 ft, 5950 m) s výjimkou letu v dočasně vyhrazeném nebo omezeném prostoru nebo v souladu s povolením ŘLP nebo ACC Praha
- Při nadzvukových a rychlosti zvuku se blížících rychlostech letu
- Nad FL 290, kde platí minimální vertikální rozestup 300 m (1000 ft) s výjimkou letu v dočasně vyhrazeném nebo omezeném prostoru
- Nad hustě obydlenými místy pod 300 m nad zemí AGL
- Kdekoli jinde pod 150 m nad zemí AGL
- Ve vzdušném prostoru třídy A
- S letadly, která nejsou vybavena pro lety IFR a s piloty, kteří nemají kvalifikaci IFR, se let VFR nad oblaky nesmí provádět, pokud je pokrytí oblohy oblačností pod letadlem větší než 4/8, nebo je-li nemožné provádět srovnávací navigaci (platí v ČR)

### Lety IFR je možné provádět
- Ve všech třídách vzdušného prostoru (podle ICAO, předpisy v ČR toto ale ve třídě G zakazují)

## Pravidla pro let podle přístrojů, IFR
IFR lety jsou takové, které mohou být prováděny jak za podmínek VMC, tak za podmínek horších, než VMC (tedy IMC).
- Letadla musí být pro lety IFR vybavena přístroji a radionavigačním vybavením
- Pro lety IFR musí být vždy podán letový plán PLN, protože IFR let musí být proveden vždy jako řízený let
- Let IFR může pouze pilot s kvalifikací IR (Instrument Rating)
- I přes povolení letu podle přístrojů IFR je velitel letadla za meteorologických podmínek za vidu VMC povinen sledovat vzdušný prostor a podle okolností zabraňovat srážkám letadel a incidentům nepovoleného sblížení, jako by letěl podle VFR

### Minimální hladiny
- Nad vysokohorským terénem (nadmořská výška překážky vyšší než 1000 m) let IFR musí být proveden v hladině o 600m (2000 ft) výše, než je nejvyšší překážka v okruhu 8 km od plánované trati letu
- Kdekoli jinde let IFR musí být proveden v hladině o 300 m (1000 ft) výše, než je nejvyšší překážka v okruhu 8 km od plánované trati letu (v ČR)

### Změna letu IFR na VFR
Změna IFR na VFR za letu je možná při podání letového plánu za letu AFIL (min. 10 min. před přechodem), pokud PIC očekává, že let bude pokračovat v nezměněných minimálních nepřerušovaných meteorologických podmínkách VMC pro let VFR po přiměřeně dlouho dobu, bez potřeby změnit letový plán za letu AFIL opět na podmínky IFR. 

## Dodatek 1: Signály

### Vizuální signály
Není-li oboustranné radiové spojení, musí se použít níže uvedené signály; letoun, který zakročuje, by měl být před „narušitelem“ a o něco výše.
- Z-zakročující
- N-narušitel, ten proti kterému je zakročováno
- V-význam

## Dodatek 2: Zakročování proti civilním letadlům
Podle předpisů se nesmí zasahovat proti civilním letadlům z cvičných důvodů.

### Serie 1
Z: Kývání z křídla na křídlo, případně nepravidelné záblesky světel

V: „Jste letoun narušitel, následujte mě“

N: Kývání z křídla na křídlo

V: „Rozumím jsem letoun narušitel a následuji vás“

Z: Ostrý odpoutávací manévr od letadla proti kterému se zakročuje-ostrá stoupavá zatáčka o 90°

V: „Můžete pokračovat“

N: Kývání z křídla na křídlo

V: „Rozumím“

Z: Vysunutí podvozku a průlet nad dráhou v užívání + stále zapnutá přistávací světla

V: „Přistaňte na tomto letišti“

N: "Vysunutí podvozku, zapnutí přistávacích světel, přistání"

### Serie 2
N: Zasunutí podvozku, průlet nad určenou dráhou blikání přistávacími světly

V: „letiště které jste určil je nevyhovující“

Z: Zasune podvozek a používá signály ze Serie 1

V: „Rozumím, následujte mě“

N: Pravidelné rozsvěcování a zhasínání všech světel, která jsou k dispozici

V: „nemohu provést“

Z: Použije dle potřeby předchozí signály

N: Nepravidelné záblesky všemi světly, jež jsou k dispozici

V: "Jsem v tísni"

## Dodatek 3: Tabulky cestovních hladin
- Cestovní hladina je výraz pro hladinu, jež je v plánu udržovat jí po značnou část letu
- V závislosti na převládajícím směru letu se volí také cestovní hladina
- V ČR se používá východo-západní systém přidělování cestovních hladin, tj. při letu na západ se plánují cestovní hladiny sudé (260, 280, 300, 320 atd.), při letu na východ se plánují cestovní hladiny liché (270, 290, 310, 330, atd.)
- Tento systém je využíván ve střední Evropě vyjma států se svisle orientovanými Letovými Informačními Regiony (FIR), jako jsou např. Švýcarsko, Itálie, Francie atd., kde se využívá systém sever-jih
- Tento systém je aplikován v rámci prostoru RVSM (Reduced Vertical Separation Minima), kdy až do letové hladiny 410 včetně, jsou hladiny přidělovány systémem tak, jak je popsáno o pár řádků výše
- Při letu s plánovanou cestovní hladinou vyšší než 410, se používá systém přidělování letových hladin mimo prostor RVSM, tj. sudé hladiny se nepoužívají a pro let na východ se použijí hladiny 450, 490, 530, 570, 610 a 650; pro let na západ se použijí letové hladiny 430, 470, 510, 550, 590 a 630

## Doplňky k předpisu L2
- Zakročování proti civilním letadlům
- Protiprávní čin
- Pravidla pro výsadkové lety
- Podmínky pro VFR při leteckých pracích, akrobacii, veřejných produkcích a výcviku
- Pravidla letu pro kluzáky
- Pravidla pro vlečení
- Podmínky pro provoz balónů bez pilota na palubě
- Doplňují podmínky pro lety VFR v noci
- Bezpilotní systémy